# Eubazus albicoxa
Eubazus albicoxa är en stekelart som beskrevs av Papp 2005. Eubazus albicoxa ingår i släktet Eubazus och familjen bracksteklar. Inga underarter finns listade i Catalogue of Life.